# Oskaloosa (Kansas)
Oskaloosa es una ciudad situada en el condado de Jefferson, Kansas, Estados Unidos. Tiene una población estimada, a mediados de 2023, de 1080 habitantes.
Es la sede del condado.

## Geografía
La localidad está ubicada en las coordenadas 39°12′58″N 95°18′53″O / 39.21611, -95.31472 (39.215988, -95.314713).

## Demografía
Según la estimación 2018-2022 de la Oficina del Censo, los ingresos medios de los hogares de la localidad son de $76,250 y los ingresos medios de las familias son de $101,563. Alrededor del 12.4% de la población está por debajo de la línea de pobreza.